# Makoto Kobayashi
Makoto Kobayashi (jap. 小林誠 Kobayashi Makoto; ur. 7 kwietnia 1944 w Nagoi) – japoński fizyk teoretyk, noblista.

## Życiorys
Był synem lekarza kierującego publicznym ośrodkiem zdrowia w Nagoi, jego ojciec zmarł w 1946 roku. Ich dom rodzinny został ziszczony podczas nalotów na Nagoyę w czasie II wojny światowej, więc schronili się w domu rodziców matki Makoto Kobayashi, Ai Kaifu. W tym samym domu mieszkał też jej starszy brat z rodziną, w tym synem Toshiki Kaifu (późniejszym premierem Japonii). Kuzynem Makoto Kobayashi jest także astronom Norio Kaifu. 
Podczas nauki w szkole średniej uprawiał grę w tenisa ziemnego. Fizyką zainteresował się po przeczytaniu książki Ewolucja fizyki Leopolda Infelda i Alberta Einsteina. 
Studiował fizykę na Nagoya University, gdzie jednym z wykładowców był Shoichi Sakata. Makoto Kobayashi rozpoczął pracę w jego grupie badawczej zajmującej się fizyką cząstek elementarnych. Współpracował też z Yoshio Ohnuki oraz Toshihide Masukawą. Stopień doktora uzyskał w 1972 na Nagoya University, już po śmierci Sakaty (w 1970 roku).  
W 1972 został zatrudniony jako pracownik naukowy na Wydziale Fizyki Kyoto University. Krótko przed nim przeniósł się tam Toshihide Masukawa, więc kontynuowali współpracę rozpoczętą w Nagoi. Ich artykuł CP Violation in the Renormalizable Theory of Weak Interaction opublikowany w 1973 roku, był trzecim co do ilości cytowań artykułem z dziedziny fizyki wysokich energii. Zapostulowana w nim została ogólna postać macierzy mieszania dla trzech generacji kwarków, zwaną obecnie macierzą Cabbibo-Kobayashi-Maskawy. 
W 1979 został profesorem na Kyoto University. W 1997 przeniósł się do Tsukuby, gdzie kierował Laboratorium Wysokich Energii. W 2006 przeszedł na emeryturę. 

## Nagrody
W 2008 wspólnie z Toshihide Masukawa został uhonorowany Nagrodą Nobla w dziedzinie fizyki. Niezależnie od nich, laureatem został również Yoichiro Nambu.
Został odznaczony m.in. japońskim Orderem Kultury. Otrzymał Nagrodę Asahi za 1994 rok. Laureat Nagrody Sakurai przyznawanej przez Amerykańskie Towarzystwo Fizyczne (APS) teoretykom cząstek elementarnych (1985).